# Gottfried Schwarz
Gottfried Schwarz (né le 3 mai 1913 à Fürth et mort le 19 juin 1944 à San Pietro al Natisone), surnommé Friedl, était un SS-Untersturmführer qui participa à l'Aktion T4 et à l'Opération Reinhardt, notamment comme commandant-adjoint de camp d'extermination de Belzec. Il commanda également le camp de travail de Dorohucza.

## Un participant à l'Aktion T4 et à l'opération Reinhardt
Membre de la SS, Gottfried Schwarz, est, après la prise du pouvoir par les nazis, affecté à la Leibstandarte Adolf Hitler et à la garde du camp de concentration de Dachau.  Entre 1939 et 1940, il rejoint le personnel de l'Aktion T4, dans le cadre de laquelle il est chargé de l'incinération des cadavres notamment dans les centres d'extermination de Grafeneck, Brandebourg-sur-la-Havel et Bernburg.
Fin 1941, Schwarz devient l'adjoint de Christian Wirth, puis commandant-adjoint du camp d'extermination de Bełżec dirigé par Wirth puis par Gottlieb Hering et participe directement à l'extermination de 450 000 déportés, essentiellement juifs. Comme Lorenz Hackenholt, qui a un parcours similaire, Schwarz est considéré par Heinrich Himmler comme un « participant particulièrement méritant » de l'opération Reinhardt, ce qui lui vaut sa promotion au grade de  SS-Untersturmführer.
Après le démantèlement de  du camp de Bełżec, il est nommé, en mars 1943, commandant du camp de travail de Dorohucza.

## En Italie
Une fois l'opération Reinhardt terminée, la majorité du personnel allemand affectée à celle-ci, dont Schwarz, est envoyée dans la région de Trieste, dans la zone d'opération du littoral adriatique. Il est affecté au Sonderabteilung Einsatz R chargé de l'assassinat des Juifs de la région et de la confiscation de leurs biens,mais aussi de la lutte contre les partisans italiens. C'est au cours d'une action contre ceux-ci qu'il est abattu à  San Pietro al Natisone, le 19 juin 1944.

Il est enterré, comme Christian Wirth et Franz Reichleitner au cimetière militaire allemand de Costermano, dans la région de Vérone. À la suite de protestations, leurs noms sont retirés du livre d'honneur du cimetière et effacés de leurs pierres tombales.